# Kadayanallur
Kadayanallur (o Kadaiyanallur) è una suddivisione dell'India, classificata come municipality, di 75.604 abitanti, situata nel distretto di Tirunelveli, nello stato federato del Tamil Nadu. In base al numero di abitanti la città rientra nella classe II (da 50.000 a 99.999 persone).

## Geografia fisica
La città è situata a 9° 4' 60 N e 77° 20' 60 E e ha un'altitudine di 190 m s.l.m..

## Società

### Evoluzione demografica
Al censimento del 2001 la popolazione di Kadayanallur assommava a 75.604 persone, delle quali 37.196 maschi e 38.408 femmine. I bambini di età inferiore o uguale ai sei anni assommavano a 9.227, dei quali 4.772 maschi e 4.455 femmine. Infine, coloro che erano in grado di saper almeno leggere e scrivere erano 48.928, dei quali 27.890 maschi e 21.038 femmine.